# Prumnopitys taxifolia
Prumnopitys taxifolia ist eine Pflanzenart aus der Prumnopitys innerhalb der Familie der Steineibengewächse (Podocarpaceae). Sie kommt auf Neuseeland vor und wird dort auch Black Pine oder von den Māori Mataī genannt.

## Beschreibung

### Vegetative Merkmale

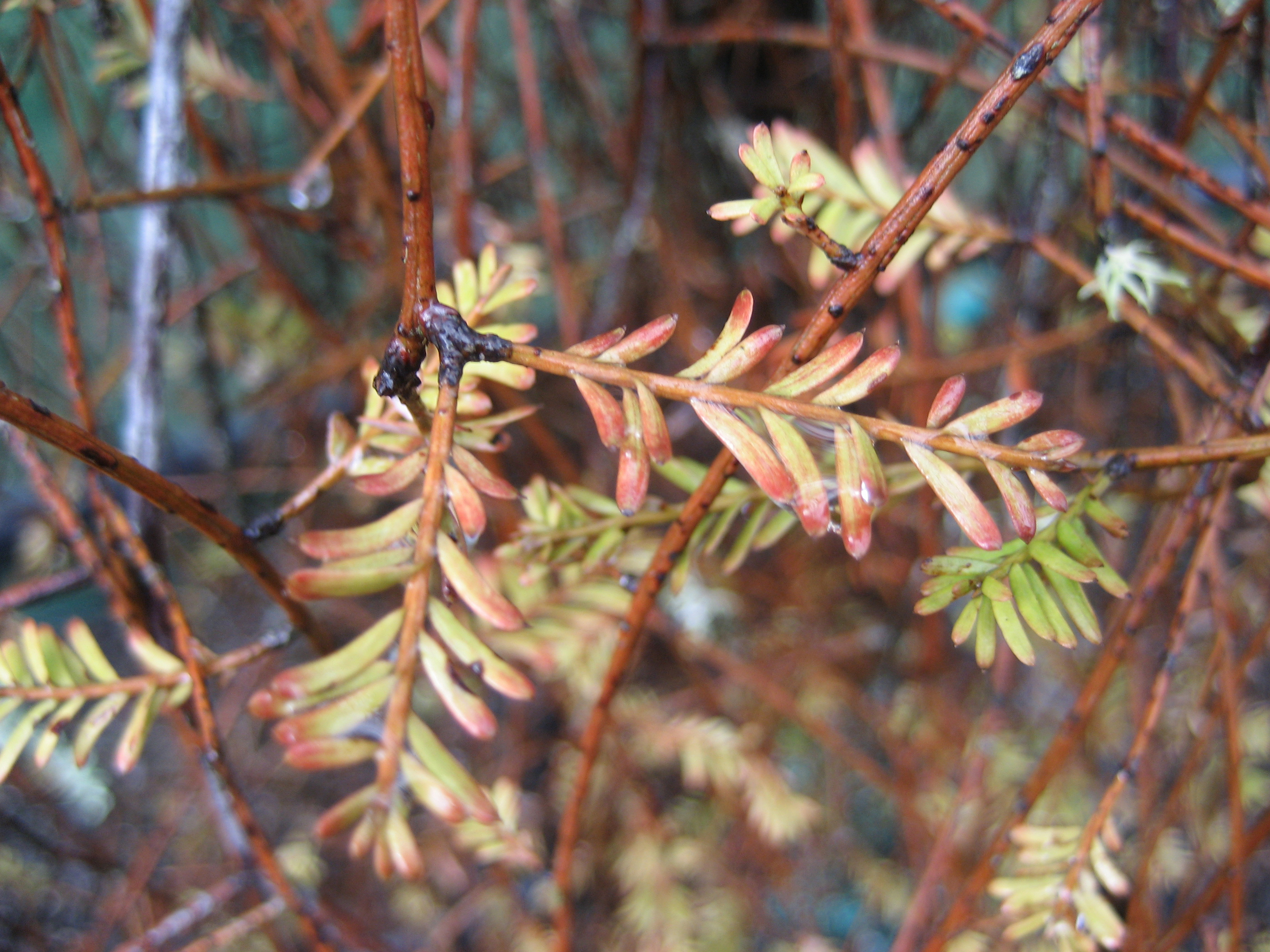
Die Jugendform ist ein Gestrüpp mit braunen, mattgelben oder schmutzig weißen Blättern

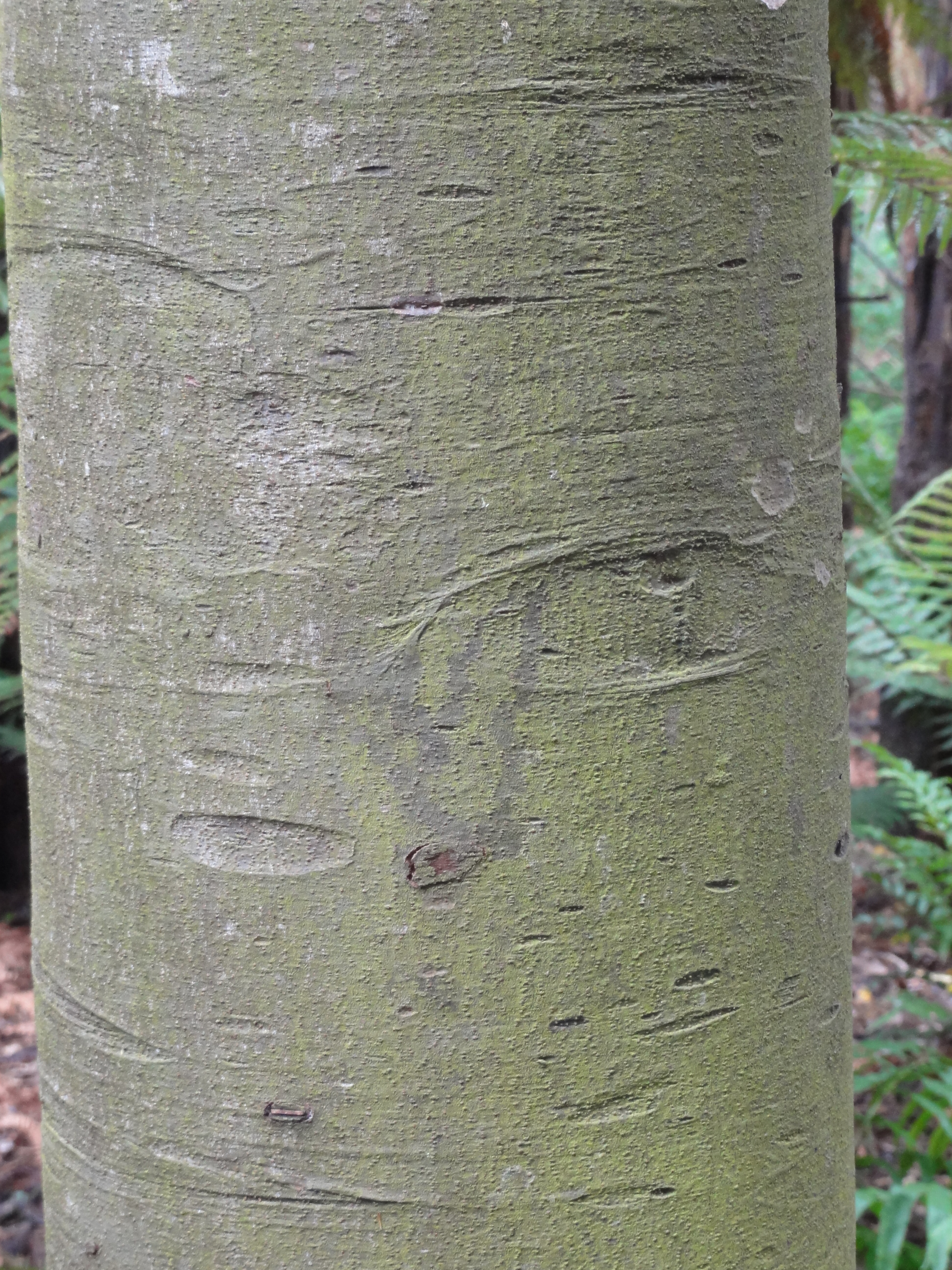
Stamme mit Borke

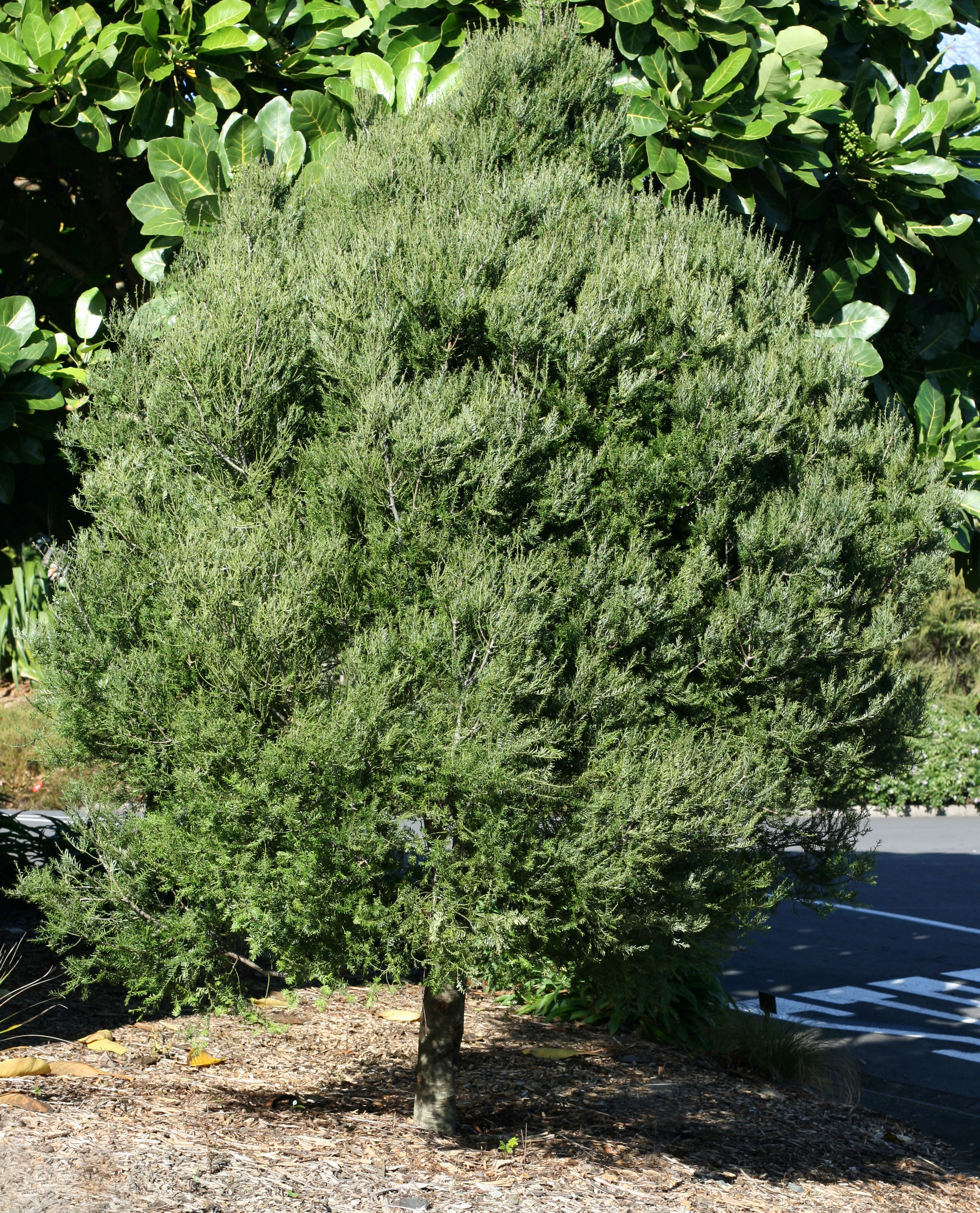
Junger Baum, Zweige bereits in der Altersform

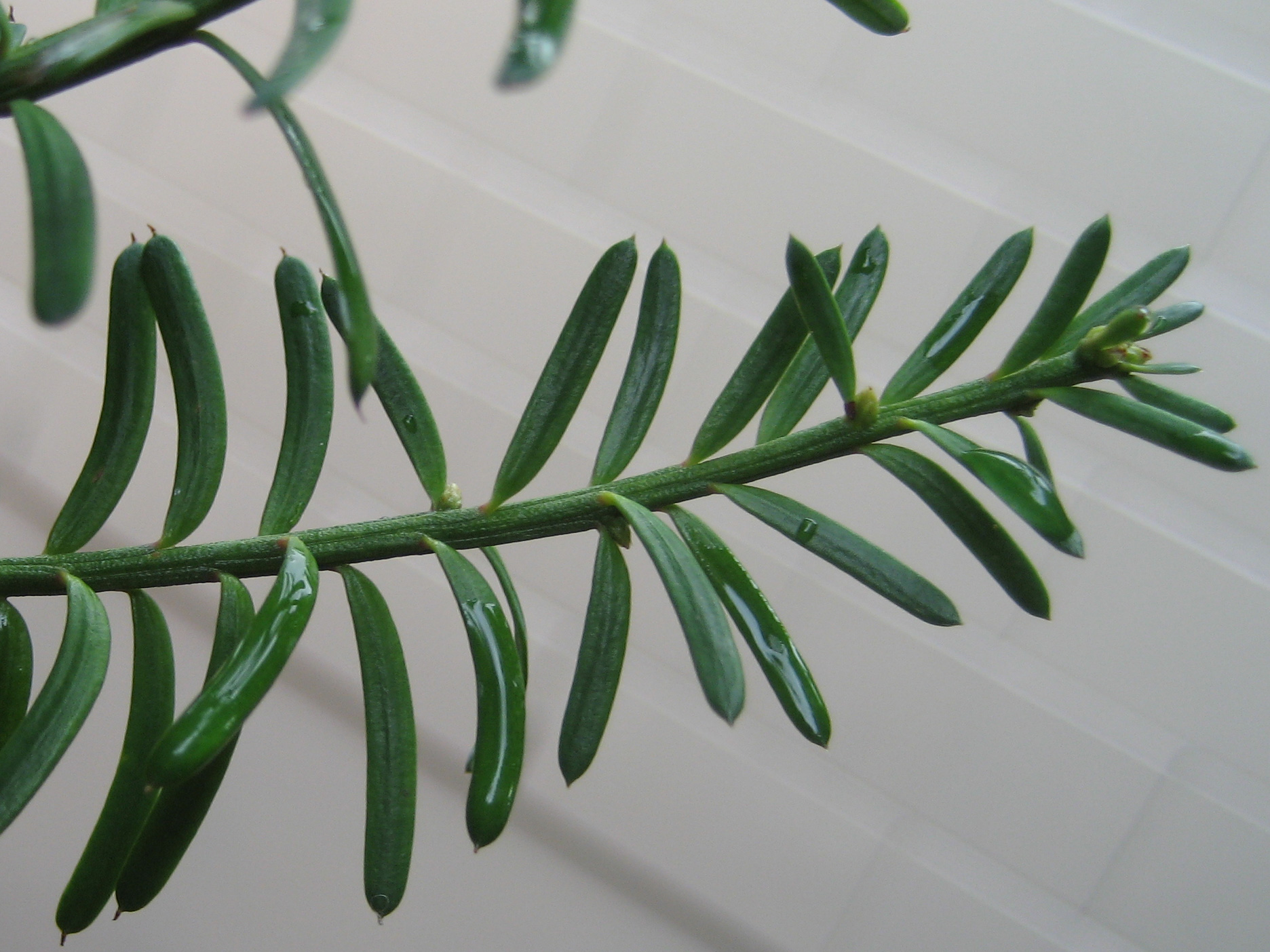
Zweig mit Nadeln bei der Adulten Form

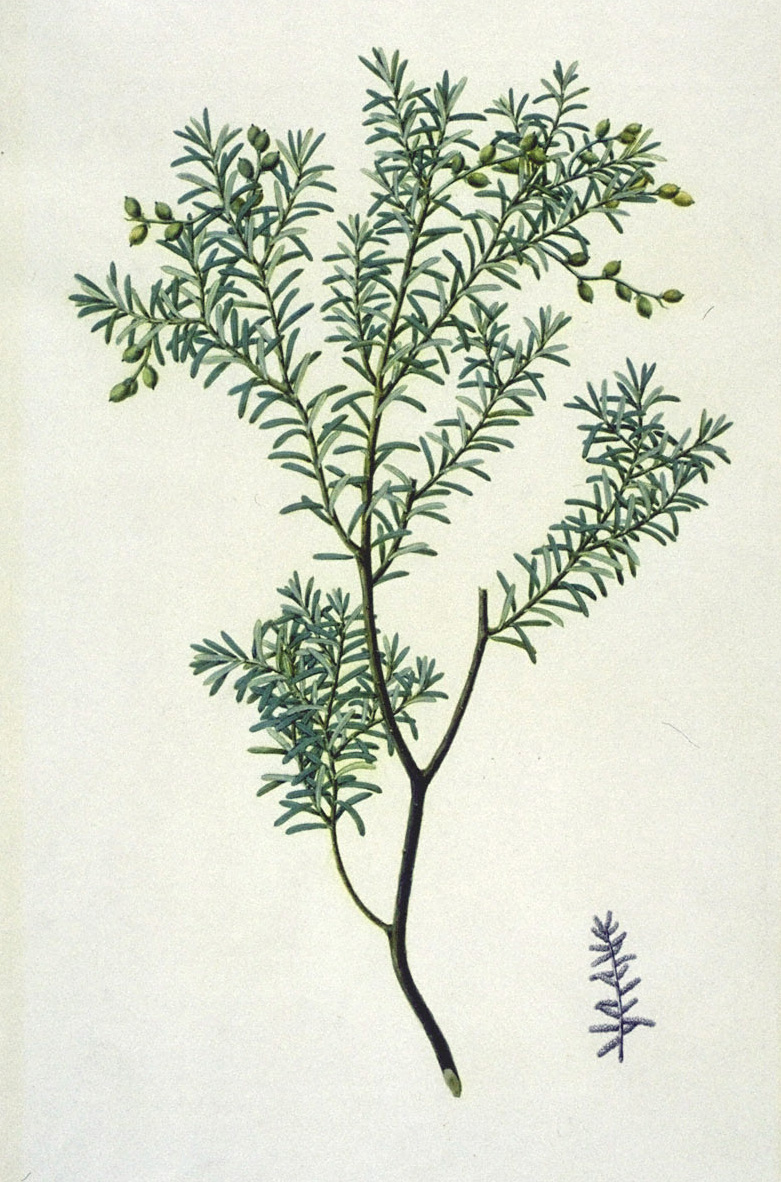
Illustration

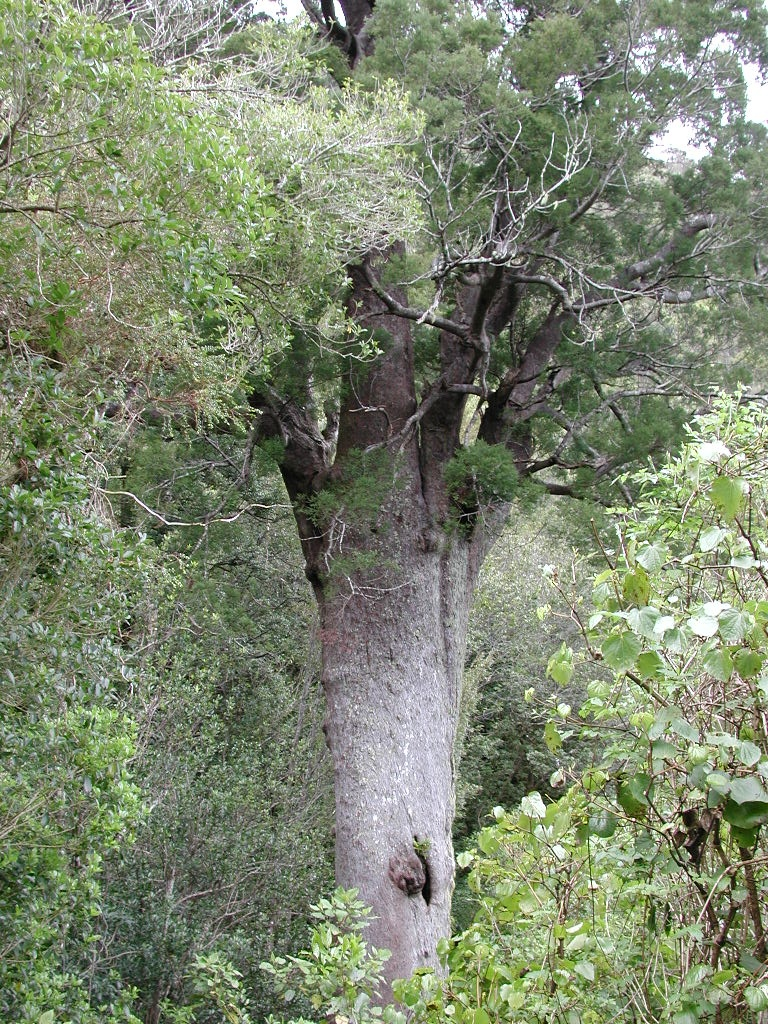
Mareikura (Noble Lady), ältester Mataībaum

#### Jugendform
Im Gegensatz zur verwandten Art Prumnopitys ferruginea hat Prumnopitys taxifolia ein deutlich verschiedenes und langdauerndes Jugendstadium. Die jungen Exemplare wachsen als Strauch aus dünnen, biegsamen Zweigen, die mit braunen, mattgelben und schmutzig weißen Nadeln locker besetzt sind. Nach mehreren Jahren beginnt der Baum aus der Spitze des Strauches zu wachsen, dessen Zweige nach und nach absterben und abfallen.

#### Adulte Form
Prumnopitys taxifolia wächst als immergrüner Baum, der Wuchshöhen von bis zu 40 Metern und Stammdurchmesser von etwa 2 Metern erreicht. Die nadelförmigen Blätter sind gerade bis sichelförmig, 10 bis 15 Millimeter lang und 1,5 bis 2 Millimeter breit. Die Nadeln der adulten Form sind dunkelgrün, auf der Oberseite etwas und auf der Unterseite deutlich weiß bereift.

### Generative Merkmale
Prumnopitys taxifolia ist zweihäusig (diözisch). Die Zapfen sind stark modifiziert und auf einen zentralen 3 bis 4 Zentimeter langen Stiel reduziert, der ein bis sechs Schuppen trägt. Diese reifen jeweils zu einem beerenartigen, 10 bis 15 Millimeter langen, purpur-violetten Epimatium, das essbar ist und den einzelnen Samen umhüllt.

## Ökologie
Die Samen werden von der Maori-Fruchttaube ausgebreitet, die sich vom Epimatium ernährt und die Samen mit dem Kot wieder ausscheidet.

## Vorkommen und Schutz
Prumnopitys taxifolia kommt auf den Nord- sowie Südinsel Neuseelands vor. Sie gedeiht in Höhenlagen von 20 bis 100 Metern.
Bis 1970 nahmen die Populationen durch Abholzung ab. Als geschlossener Wald ist Prumnopitys taxifolia durch Holznutzung bis dahin stark zurückgedrängt worden. Es verblieben nur noch wenige Mataī-Wälder. Seither nehmen die Bestände wieder zu. Deshalb wurde sie 2011 in der Liste der bedrohten Arten der IUCN als „Least Concern“ = „nicht gefährdet“ geführt.

## Systematik
Die Erstbeschreibung erfolgte 1832 unter dem Namen (Basionym) Dacrydium taxifolium durch  Joseph Banks und Daniel Carl Solander in David Don: A Description of the Genus Pinus, 2. Auflage, Band 3, Seite 119. Das Artepitheton taxifolia bezieht sich auf die Ähnlichkeit der Nadeln mit den Eiben (Taxus). Die Neukombination zu Prumnopitys taxifolia wurde 1978 David John de Laubenfels in Blumea, Volume 24, Issue 1, Seite 190 veröffentlicht. Weitere Synonyme für Prumnopitys taxifolia (Banks & Sol. ex D.Don) de Laub. sind: Dacrydium mai A.Cunn., Podocarpus spicatus R.Br., Nageia spicata (R.Br. ex Mirb.) F.Muell., Stachycarpus spicatus (R.Br.) Tiegh.
Prumnopitys taxifolia unterscheidet sich von der ähnlichen Prumnopitys ferruginea durch die Form der Nadeln, die Farbe der Früchte und die Rinde.

## Verwendung
Das Holz von Prumnopitys taxifolia wurde Mitte des 20. Jahrhunderts in Neuseeland für Bodenbeläge verwendet.